# Autorretrato (Amrita Sher-Gil)
Autorretrato (sem título) da artista indiana de origem húngara Amrita Sher-Gil (1913-1941) é uma pintura a óleo sobre tela concluída em 1931 em Paris e presenteada ao seu amigo Boris Taslitzky. Foi criado no mesmo ano em que ela produziu retratos de Yusuf Ali Khan, de quem era noiva, e de Viktor Egan, seu primo com quem se casou posteriormente. Em 2015, foi vendido por £ 1,7 milhão em um leilão em Londres.
Durante a vida de Sher-Gil, 19 autorretratos foram pintados na Europa entre 1930 e 1934, e dois, incluindo um com um sári azul, foram posteriormente concluídos na Índia.

## Descrição e Análise
Esta é uma obra profundamente significativa, não apenas por sua qualidade formal, mas também por ser um testemunho visual do momento em que a jovem artista estava forjando sua identidade estética e pessoal em um espaço de transição cultural — entre a Europa e a Índia, entre tradição e modernidade.
Este autorretrato, criado enquanto Sher-Gil frequentava a École des Beaux-Arts, apresenta-se como uma declaração precoce de sua autoconsciência enquanto mulher artista em um mundo que ainda marginalizava as presenças femininas no ateliê e na galeria. A pintura exibe a artista com uma expressão introspectiva, os olhos fixos e penetrantes dirigidos ao espectador, num gesto que suspende qualquer narrativa exterior e centra-se no confronto silencioso entre o olhar que vê e o ser observado. A neutralidade do fundo, a economia cromática e a ausência de adereços denunciam o afastamento deliberado de estereótipos ligados à feminilidade decorativa — algo que frequentemente marcava os retratos de mulheres, especialmente os de alunas de academias no início do século XX.
A modelagem do rosto, os tons quentes e sombreados que contrastam com o fundo mais claro, bem como a luz naturalista que realça suas feições sem idealização, demonstram sua assimilação das técnicas acadêmicas francesas. Ainda assim, o autorretrato transcende a simples prática de estudo anatômico ou composição: ele carrega a força silenciosa de quem negocia sua identidade cultural e de gênero. Amrita era mestiça — filha de pai indiano sikh e mãe húngara aristocrata —, e essa duplicidade de pertencimento se insinua na obra, cuja aura se afasta das convenções europeias tanto quanto da idealização orientalista.
Diferente de autorretratos femininos que visam suavizar ou estilizar traços, aqui há uma crueza no tratamento da própria imagem, que sinaliza tanto uma aceitação da alteridade — da sua herança multicultural — quanto uma recusa em ceder ao exotismo que o olhar ocidental projetava sobre corpos "outros". Este é o retrato de uma jovem mulher que não se posiciona como musa, nem como mera aprendiz, mas como um ser pensante e criador, já afirmando sua autoria em um sistema artístico que ainda era pautado pelo cânone patriarcal.
A obra também prenuncia uma das características mais marcantes da produção madura de Sher-Gil: seu compromisso com a representação digna e humanizada dos sujeitos, em especial mulheres indianas das classes populares, que ela retrataria com notável empatia e solidez pictórica após seu retorno definitivo à Índia. Este autorretrato é, portanto, não apenas um estudo visual de si mesma, mas um marco inaugural na trajetória de uma das primeiras artistas modernas da Índia — uma mulher que seria, anos mais tarde, saudada como "a Frida Kahlo do Oriente", embora sua obra, de fato, ultrapasse esse rótulo.